# Söderköping (đô thị)
Đô thị Söderköping (Söderköpings kommun) là một đô thị ở hạt Östergötland ở đông nam Thụy Điển. Thủ phủ là thành phố Söderköping.
Đô thị hiện nay được lập năm 1971-1973 khi thành phố Söderköping đã được sáp nhập với 3 đô thị nông nghiệp xung quanh.